# Hellerup (Ringe)
 For alternative betydninger, se Hellerup (flertydig). (Se også artikler, som begynder med Hellerup)
Hellerup er en gammel hovedgård, som nævnes første gang i 1400.
Hellerup var et selvstændigt stamhus fra 1683 til 1739, hvor det opløstes.
Hellerup var i 1820erne sæde for Svendborg Amts Administration, medens godset selv var under statens administration.
Hellerup er nu en avlsgård under Ravnholt Gods. Gården ligger i Hellerup Sogn, Vindinge Herred, Ringe Kommune. Hovedbygningen er opført i 1670 og tilbygget i 1804 og parken er på 6 hektar. Hellerup Kirke er nabo til herregården.
Hellerup er på 444 hektar

## Ejere af Hellerup
- (1400-1442) Niels Jensen Bild Ulfeldt
- (1442-1460) Johan Rantzau
- (1460-1483) Bild Pedersen Bild / Jens Pedersen Bild
- (1483) Anne Jensdatter Bild gift Bølle
- (1483-1534) Ejler Eriksen Bølle
- (1534) Karen Ejlersdatter Bølle gift (1) Tidemand (2) Urne
- (1534-1550) Marqvard Tidemand
- (1550-1555) Karen Ejlersdatter Bølle gift (1) Tidemand (2) Urne
- (1555-1559) Lave Johansen Urne
- (1559-1582) Karen Ejlersdatter Bølle gift (1) Tidemand (2) Urne
- (1582-1599) Ejler Brockenhuus
- (1599-1618) Breide Rantzau
- (1618-1623) Kai Rantzau
- (1623-1629) Anne Lykke gift (1) Rantzau (2) Ulfeldt
- (1629-1646) Knud Ulfeldt
- (1646-1667) Kirstine Lützow gift (1) Ulfeldt (2) von Körbitz
- (1667-1682) Johan Christoph von Körbitz
- (1682-1683) Kirstine Lützow gift (1) Ulfeldt (2) von Körbitz
- (1683-1690) Johan Caspar von Körbitz
- (1690-1735) Johan Caspar von Körbitz
- (1735-1739) Charlotte Sophie von Harstall gift von Körbitz
- (1739-1759) Salomon Lindegaard
- (1759-1768) Frederikke Christiane Scharwin gift Lindegaard
- (1768-1778) Christian Otto Smith
- (1778-1788) Christian Sehestedt Juul
- (1788-1822) Lucie Charlotte Christiansdatter Scheel gift Sehestedt-Juul
- (1822-1836) Den Danske Stat
- (1836-1861) Christian Sehestedt Juul
- (1861-1887) Clara Adolphine Therese Caroline von Platen-Hallermund gift Sehestedt-Juul
- (1887-1915) Ove Sehestedt Juul
- (1915-1941) Christian Sehestedt Juul
- (1941-1948) Ove Sehestedt Juul
- (1948-1970) Christian Ove Sehestedt Juul
- (1970-1993) Ove Sehestedt Juul
- (1993-2003) Erik Claudi Jensen (hovedbygningen)
- (1993-2003) Ove Sehestedt Juul (avlsgården)
- (2003-) Knud Erik Hansen (hovedbygningen)
- (2003-) Ove Sehestedt Juul / Christian Ove Sehestedt Juul (avlsgården)